# Schimmelende rietgalmug
De schimmelende rietgalmug (Lasioptera arundinis) is een muggensoort uit de familie van de galmuggen (Cecidomyiidae). De wetenschappelijke naam van de soort is voor het eerst geldig gepubliceerd in 1854 door Schiner.